# Rolando José Álvarez Lagos

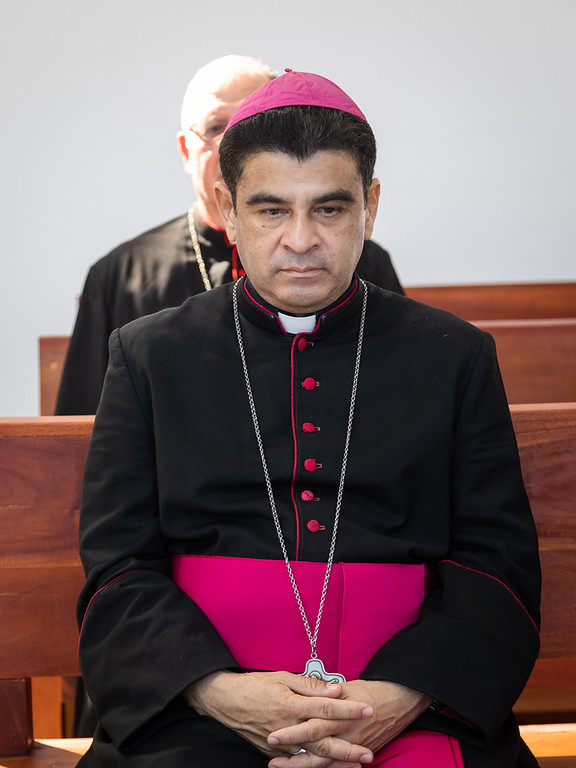
Rolando Álvarez Lagos im Jahr 2019

Rolando José Álvarez Lagos (* 27. November 1966 in Managua, Nicaragua) ist ein nicaraguanischer Geistlicher und römisch-katholischer Bischof von Matagalpa. Infolge seiner Kritik an der autoritären Regierung wurde er im Februar 2023 wegen Ungehorsams, Untergrabung der nationalen Integrität und weiterer Delikte schuldig gesprochen und zu einer Haftstrafe von 26 Jahren verurteilt. Auch wurde ihm die nicaraguanische Staatsangehörigkeit entzogen. Im Januar 2024 wurde er in die Vatikanstadt abgeschoben.

## Leben
Rolando Álvarez absolvierte sein Studium der Philosophie und Theologie in Guatemala und schloss es an der Päpstlichen Lateranuniversität in Rom ab. Er erhielt ein Lizenziat in Philosophie an der Päpstlichen Universität Gregoriana in Rom.
Rolando Álvarez wurde am 7. Dezember 1994 für das Erzbistum Managua zum Priester geweiht. Danach wirkte er als Professor und Präfekt am Priesterseminar des Erzbistums (1994–2006), als Koordinator von dessen Jugendpastoral (seit 1998), als Direktor des katholischen Rundfunksenders Radio Nicaragua (seit 2001), als Sekretär der Abteilung für die sozialen Kommunikationsmittel der nicaraguanischen Bischofskonferenz (seit 2003), als Sekretär für Information und Sprecher der Erzdiözese Managua (ab 2005), als Koordinator der nationalen Jugendpastoral (seit 2006), als Pfarrer der Pfarrei San Francisco de Asís in Managua (seit 2006) und als Sekretär des Sekretariats des Episkopats von Zentralamerika (seit 2009).
Papst Benedikt XVI. ernannte ihn am 8. März 2011 zum Bischof von Matagalpa. Der Erzbischof von Managua, Leopoldo José Brenes Solórzano, spendete ihm am 2. April desselben Jahres die Bischofsweihe. Mitkonsekratoren waren sein Amtsvorgänger und Bischof von Granada, Jorge Solórzano Pérez, und der Apostolische Nuntius in Nicaragua, Erzbischof Henryk Józef Nowacki.
Als Bischof widersetzte sich Álvarez den Plänen des Clans von Machthaber Daniel Ortega, ohne Rücksicht auf die dort lebenden Familien im Norden Nicaraguas ein Goldbergwerk anzulegen.
Am 19. August 2022 wurde Álvarez, der als einer der schärfsten Kritiker des autoritären Regimes Ortega gilt, von sandinistischen Polizisten verhaftet und abgeführt, nachdem seine Residenz schon Tage zuvor von Polizisten belagert worden war und er Messen nur noch über Internet und Radio öffentlich hatte lesen können. Álvarez wurde beschuldigt, gewalttätige Gruppen organisiert und zu „Hassverbrechen“ angestiftet zu haben, mit dem Ziel, „den Staat Nicaragua zu destabilisieren“. Das EU-Parlament verurteilte die Verhaftung aufs Schärfste und forderte seine Freilassung.
Im Februar 2023 wurde Álvarez in einem Schnellverfahren wegen Ungehorsams, Untergrabung der nationalen Integrität und weiterer Delikte schuldig gesprochen und zu einer Haftstrafe von 26 Jahren sowie einer Geldstrafe verurteilt. Auch wurde ihm die nicaraguanische Staatsbürgerschaft entzogen. Zuvor hatte sich der Geistliche geweigert, mit 222 weiteren politischen Gefangenen in die USA abgeschoben zu werden, die allesamt als Regierungskritiker gelten. Papst Franziskus äußerte sich über das Vorgehen der Regierung besorgt und erklärte, er schätze Bischof Álvarez sehr.
Wegen der Äußerungen des Papstes informierte am 12. März 2023 Nicaraguas Vertreterin vor dem Heiligen Stuhl Yara Suhyén Pérez das vatikanische Staatssekretariat mündlich über den Bruch Nicaraguas mit dem Vatikan. Nicaraguas Außenministerium milderte am selben Tag den Ausdruck „Bruch“ in „Vorschlag der Suspendierung der Beziehungen“.
Im Januar 2024 wurde Álvarez in die Vatikanstadt abgeschoben.